# Munkfors kommun
Munkfors kommun är en kommun i Värmlands län i landskapet Värmland. Centralort är Munkfors. Munkfors är till invånarantalet Svealands minsta kommun.

## Administrativ historik
Kommunens område motsvarar Ransäters socken där Ransäters landskommun bildades vid kommunreformen 1862.  
Munkfors municipalsamhälle inrättades 9 maj 1941 och upplöstes vid årsskiftet 1948/1949 när Munkfors köping bildades genom ombildning av landskommunen.
Kommunreformen 1952 påverkade inte indelningarna i området. 
Munkfors kommun bildades vid kommunreformen 1971 genom en ombildning av Munkfors köping.
Kommunen ingick från bildandet till 2005 i Sunne tingsrätts domsaga och kommunen ingår sedan 2005 i Värmlands tingsrätts domsaga.

## Geografi

### Topografi och hydrografi
Den mellersta delen av Klarälvens dalgång i Munkfors kommun är en betydande naturattraktion. Älven slingrar sig genom landskapet med meanderslingor som delvis är avsnörda och övervuxna, särskilt vid platser som Lillmossheden och Ängheden. Flera bäckraviner, såsom vid Stensdalen, Rudstorp och Ransäters hembygdsgård, mynnar i Klarälven och bidrar till dess karaktär. Områden väster och öster om dalgången domineras av skogklädda berg med moränmark och inslag av myrar. Söder om Rannsjön och nedanför Skalltjärnsberget återfinns isälvsavlagringar som berikar områdets geologiska mångfald.
Nedan presenteras andelen av den totala ytan 2020 i kommunen jämfört med riket.
|  | Bebyggelse (5,6 %) |

|  | Skog (81,8 %) |

|  | Öppen myrmark (3,5 %) |

|  | Jordbruksmark (5,3 %) |

|  | Övrig mark (3,9 %) |

|  | Bebyggelse (3,1 %) |

|  | Skog (68,0 %) |

|  | Öppen myrmark (7,2 %) |

|  | Jordbruksmark (7,4 %) |

|  | Övrig mark (14,3 %) |

### Administrativ indelning
Fram till 2016 var kommunen för befolkningsrapportering indelad i Forshaga-Munkfors församling som också omfattar Forshaga kommun.

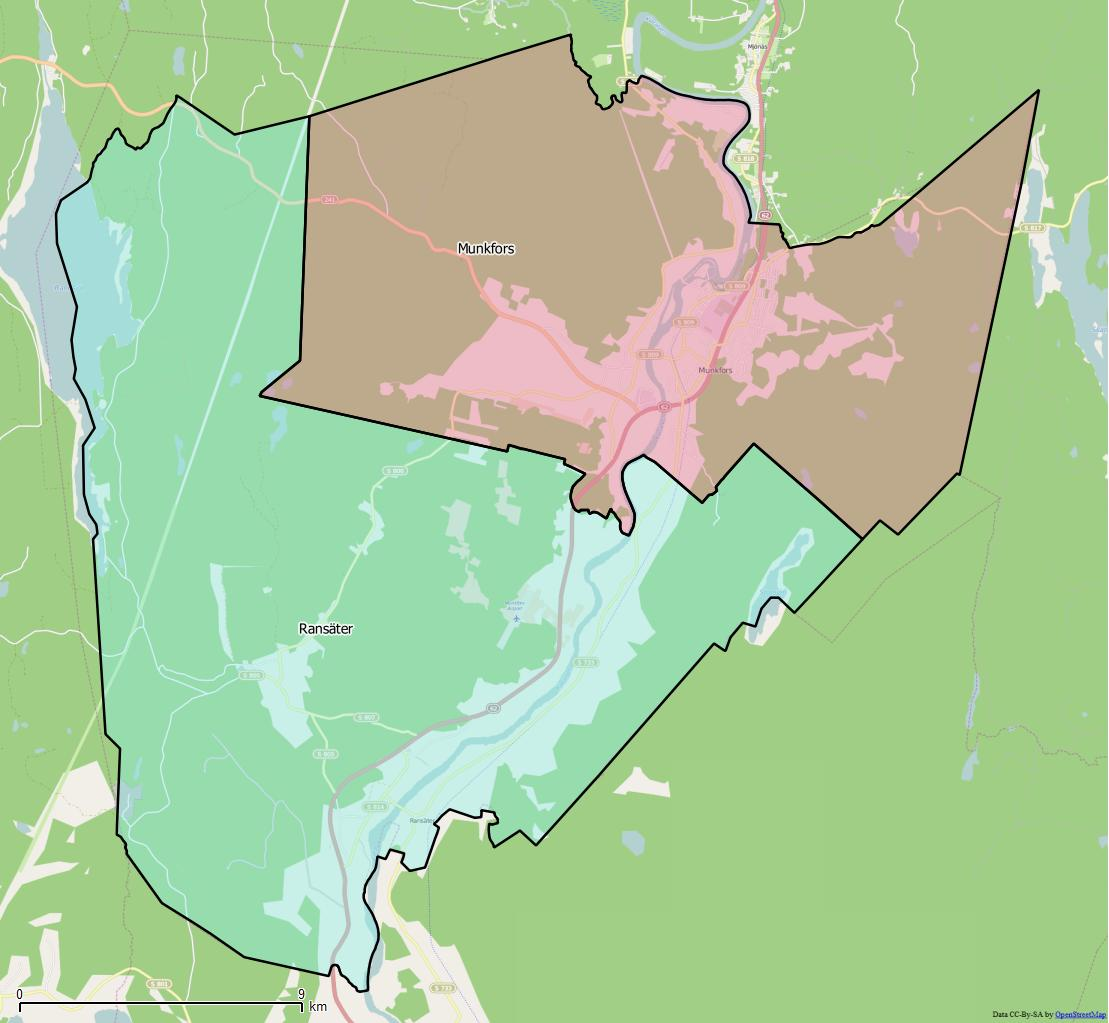
Distrikt inom Munkfors kommun

Från 2016 indelas kommunen i två distrikt:Munkfors och Ransäter.

### Tätorter
År 2020 bodde 77,1 procent av kommunens invånare i någon av kommunens tätorter, vilket var lägre än motsvarande siffra för riket där genomsnittet var 87,6 procent. Vid Statistiska centralbyråns tätortsavgränsning 2020 fanns det en tätort i Munkfors kommun: Munkfors.

## Styre och politik

### Styre
Mandatperioden 2010–2014 styrdes kommunen av Socialdemokraterna som samlade till egen majoritet med 17 av 31 mandat i kommunfullmäktige. Valdeltagandet sjönk i valet 2014 men Socialdemokraterna samlade återigen till egen majoritet. I valet 2018 ökade Socialdemokraterna återigen och vidmakthöll således den egna majoriteten. Partiet fortsatte styra i majoritet även mandatperioden 2022–2026.

### Kommunfullmäktige

#### Presidium
| Presidium 2022–2026    | Presidium 2022–2026 | Presidium 2022–2026 |
| ---------------------- | ------------------- | ------------------- |
| Ordförande             | S                   | Pia Falk            |
| Förste vice ordförande | S                   | Eric Clifford       |
| Andre vice ordförande  | C                   | Jörgen Hedeås       |

#### Mandatfördelning 1970–2022
| 2 | 27 | 4 | 5 |  |

| 33 | 6 |

| 2 | 22 | 13 | 2 |

| 31 | 8 |

|  | 23 | 3 | 6 | 4 | 2 |

| 28 | 11 |

| 2 | 26 | 6 | 3 | 2 |

| 27 | 12 |

| 2 | 27 | 5 | 2 | 3 |

| 27 | 12 |

| 2 | 26 | 5 | 3 | 3 |

| 29 | 10 |

| 3 | 26 | 5 | 3 | 2 |

| 26 | 13 |

| 4 | 22 | 6 | 4 | 3 |

| 27 | 12 |

| 4 | 25 | 5 | 3 | 2 |

| 21 | 18 |

| 6 | 17 | 4 | 2 | 2 |

| 16 | 15 |

| 4 | 18 | 5 | 3 |  |

| 17 | 14 |

| 3 | 15 | 7 | 5 |  |

| 17 | 14 |

| 2 | 17 |  | 6 | 5 |

| 14 | 17 |

|  | 15 | 2 | 3 | 3 |  |

| 13 | 12 |

| 1 | 14 | 2 | 4 |

| 10 | 11 |

| 2 | 13 | 3 | 2 | 1 |

| 13 |  | 7 |

För valresultat äldre än 1970, se föregående kommunform; Munkfors köping.

### Nämnder

#### Kommunstyrelse
Kommunstyrelsen består av nio ledamöter. För att stödja sitt arbete har Kommunstyrelsen tre utskott, som vardera består av fem ledamöter: service, lärande och stöd samt omsorg och stöd.
| Presidium 2022–2026 | Presidium 2022–2026 | Presidium 2022–2026 |
| ------------------- | ------------------- | ------------------- |
| Ordförande          | S                   | Mathias Lindquist   |
| Vice ordförande     | S                   | Peter Larsson       |

#### Lista över kommunstyrelsens ordförande
Kommunstyrelsens ordförande är även kommunens kommunalråd.
| Namn | Namn                | Från       | Till       | Politisk tillhörighet |
| ---- | ------------------- | ---------- | ---------- | --------------------- |
|      | Sven Forsudd        |            |            | Socialdemokraterna    |
|      | Roland Arnesson     |            |            | Socialdemokraterna    |
|      | Ulric Andersson     |            |            | Socialdemokraterna    |
|      | Héctor Vallejos     | 2002       | 2009-09-30 | Socialdemokraterna    |
|      | Björn-Olov Hallberg | 2009-10-01 | 2014       | Socialdemokraterna    |
|      | Mathias Lindquist   | 2014       |            | Socialdemokraterna    |

#### Övriga nämnder
Valnämnden är kommunens enda nämnd som de har i egen regi. Därutöver finns fem nämnder som är gemensamma med andra kommuner och Region Värmland. Dessa är:
- Miljö- och byggnämnd (med Forshaga kommun)
- Drifts- och servicenämnd (med samtliga kommuner i Värmlands län)
- Krisledningsnämnd (med kommunerna Grums, Hammarö, Karlstad, Kil och Forshaga)
- Överförmyndarnämnd (med Forshagas, Grums och Kils samt Hagfors kommuner)
- Hjälpmedelsnämnd med samtliga kommuner i Värmlands län samt Region Värmland

### Valresultat 2022
| Parti                            | Valdistrikt       | Valdistrikt | Kommun  |
| Parti                            | Starkaste         | Andel       | Andel   |
| -------------------------------- | ----------------- | ----------- | ------- |
| S                                | Munkfors Centrala | 64,98 %     | 58,34 % |
| SD                               | Munkfors Centrala | 16,39 %     | 15,82 % |
| C                                | Munkfors Södra    | 27,78 %     | 11,19 % |
| V                                | Munkfors Södra    | 11,99 %     | 7,00 %  |
| M                                | Munkfors Västra   | 3,49 %      | 2,94 %  |
| L                                | Munkfors Västra   | 3,34 %      | 2,51 %  |
| KD                               | Munkfors Västra   | 1,74 %      | 1,08 %  |
| MP                               | Munkfors Södra    | 1,46 %      | 0,86 %  |
| Data hämtat från Valmyndigheten. |                   |             |         |

Exklusive uppsamlingsdistrikt. Partier som fått mer än en procent av rösterna i minst ett valdistrikt redovisas.

### Vänorter
- Lindsborg, Kansas, USA

## Ekonomi och infrastruktur

### Näringsliv
I Munkfors kommun är tillverkningsindustrin den dominerande sektorn, främst koncentrerad till centralorten. Det största företaget i kommunen är Voestalpine Precision Strip AB, som har varit verksamt sedan 1886 och specialiserar sig på tillverkning av kallvalsat precisionsbandstål. I de södra delarna av kommunen spelar turismen en betydande roll, med sevärdheter som Ransäters hembygdsgård och Geijersgården. Här finns möjligheter till arbeten inom turismnäringen. Dessutom utgör den offentliga sektorn en betydande arbetsgivare och erbjuder många arbetstillfällen för invånarna i Munkfors kommun.

### Infrastruktur

#### Transporter
Kommunen genomkorsas av riksväg 62 som till största del följer Klarälven genom kommunen. Genom kommunen går även länsväg 241.

## Befolkning

### Demografi

#### Befolkningsutveckling
Kommunen har 3 625 invånare (31 december 2024), vilket placerar den på 283:e plats avseende folkmängd bland Sveriges kommuner.
| Befolkningsutvecklingen i Munkfors kommun 1810–2020 | Befolkningsutvecklingen i Munkfors kommun 1810–2020 | Befolkningsutvecklingen i Munkfors kommun 1810–2020 | Befolkningsutvecklingen i Munkfors kommun 1810–2020 | Befolkningsutvecklingen i Munkfors kommun 1810–2020 |
| --- | --------------------------------------------------- | --------------------------------------------------- | --------------------------------------------------- | --------------------------------------------------- |
| |                                                     |                                                     |                                                     |                                                     |
| År |                                                     |                                                     | Folkmängd                                           |                                                     |
| 1810 | 1810                                                |                                                     | 1 614                                               |                                                     |
| 1820 | 1820                                                |                                                     | 1 681                                               |                                                     |
| 1830 | 1830                                                |                                                     | 1 916                                               |                                                     |
| 1840 | 1840                                                |                                                     | 2 203                                               |                                                     |
| 1850 | 1850                                                |                                                     | 2 458                                               |                                                     |
| 1860 | 1860                                                |                                                     | 2 881                                               |                                                     |
| 1870 | 1870                                                |                                                     | 3 218                                               |                                                     |
| 1880 | 1880                                                |                                                     | 3 633                                               |                                                     |
| 1890 | 1890                                                |                                                     | 4 009                                               |                                                     |
| 1900 | 1900                                                |                                                     | 4 551                                               |                                                     |
| 1910 | 1910                                                |                                                     | 5 107                                               |                                                     |
| 1920 | 1920                                                |                                                     | 5 762                                               |                                                     |
| 1930 | 1930                                                |                                                     | 5 793                                               |                                                     |
| 1940 | 1940                                                |                                                     | 5 991                                               |                                                     |
| 1950 | 1950                                                |                                                     | 6 110                                               |                                                     |
| 1960 | 1960                                                |                                                     | 6 247                                               |                                                     |
| 1970 | 1970                                                |                                                     | 5 709                                               |                                                     |
| 1980 | 1980                                                |                                                     | 5 132                                               |                                                     |
| 1990 | 1990                                                |                                                     | 4 816                                               |                                                     |
| 2000 | 2000                                                |                                                     | 4 162                                               |                                                     |
| 2010 | 2010                                                |                                                     | 3 771                                               |                                                     |
| 2020 | 2020                                                |                                                     | 3 725                                               |                                                     |
| Anm: Informationen gäller för dagens kommungränser. Äldre informationen är ihopsamlad från tidigare kommuner eller från socknarna som idag ingår i kommunen. |                                                     |                                                     |                                                     |                                                     |

## Kultur

### Kulturarv
I kommunen finns en av de mest välbevarade bruksmiljöerna i landet nämligen området kring Munkfors bruk. Områdets industriella historia började på 1600-talet med anläggandet av en hammarsmedja och byggdes därefter ut med en martinugn och senare ett martinverk. I området finns både Munkfors herrgård och arbetarbostäderna bevarade.

### Kommunvapen
Blasonering: I fält av silver en uppstigande blå munk och däröver en av en vågskura bildad blå ginstam, belagd med två lindar och mellan dem ett grekiskt kors, som i vardera vinkeln är åtföljt av ett lod, allt i silver.
Vapnet fastställdes för Ransäters landskommun av Kungl Maj:t 1944 och registrerades hos PRV för Munkfors kommun 1974. Åren 1944–1970 fördes det av Munkfors köping.
Det gamla kommunvapnet som syns på wikipedia används för tillfället inte, utan kommunen använder idag en logotyp föreställande en fors.